# Madagaskarfinklärka
Madagaskarfinklärka (Eremopterix hova) är en fågel i familjen lärkor inom ordningen tättingar. Tidigare placerades den i släktet Mirafra. Arten är mycket vanlig och beståndet anses vara livskraftigt.

## Utseende och läten
Madagaskarfinklärkan är en liten fågel med streckad och brunaktig fjäderdräkt. Den liknar ytligt madagaskarcistikolan, men har kortare stjärt och näbb, samt streckat bröst och annorlunda vanor. Alla andra arter har annan näbbform. Sången består av en enkel blandning av "chirrup" och drillar, avgiven i sångflykt.

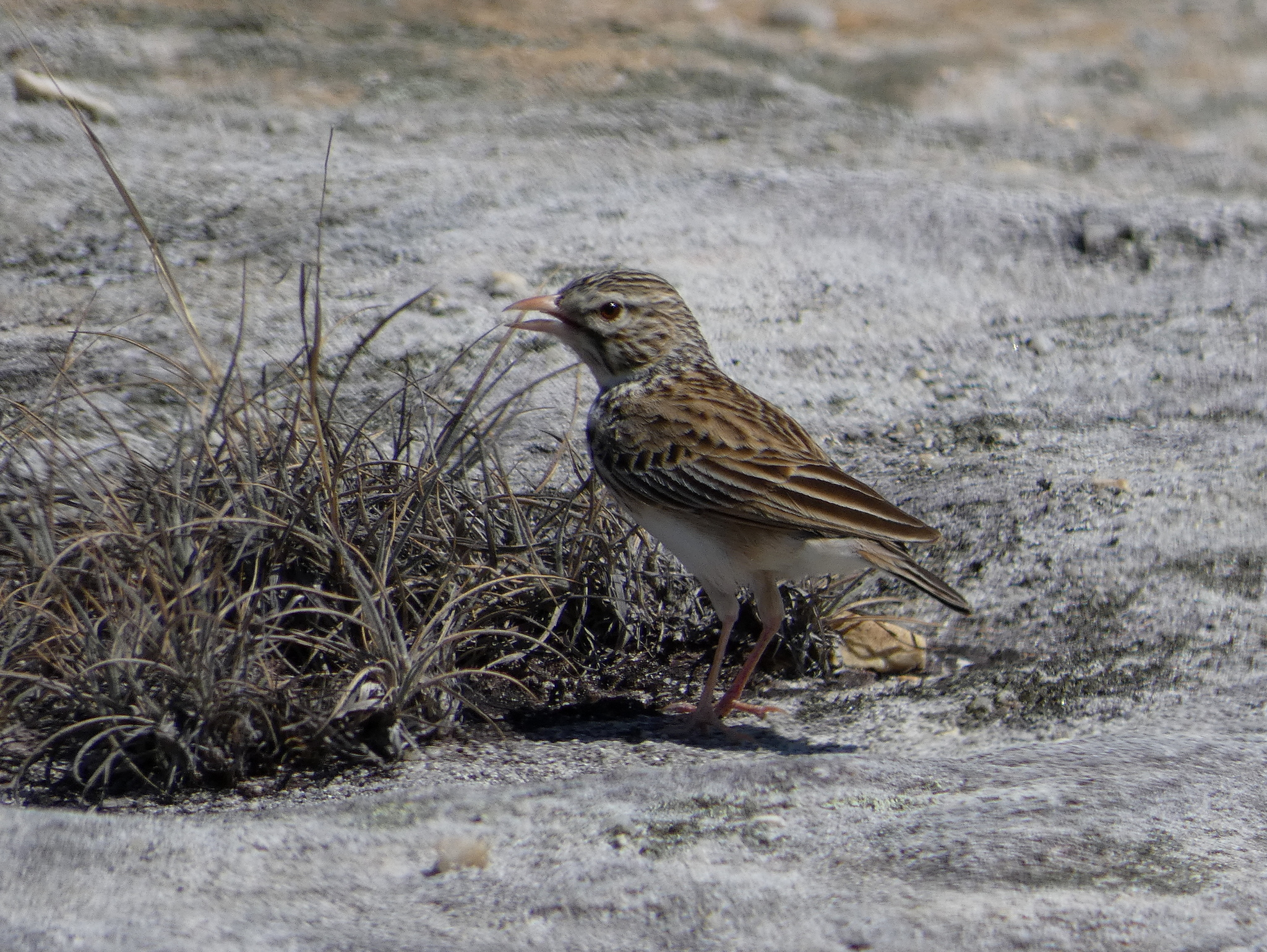

## Utbredning och systematik
Madagaskarfinklärka förekommer som namnet avslöjar på Madagaskar. Den behandlas som monotypisk, det vill säga att den inte delas in i några underarter.

### Släktestillhörighet
Madagaskarfinklärkan placerades tidigare bland busklärkorna i Mirafra. DNA-studier visar dock att den förvånande nog är en finklärka.

## Levnadssätt
Madagaskarfinklärkan är en mycket vanlig fågel som hittas i stort sett i alla öppna miljöer och saknas enbart i tät skog. Den tillbringar den mesta av tiden promenerande på marken.

## Status och hot
Arten har ett stort utbredningsområde och tros öka i antal. Internationella naturvårdsunionen IUCN listar den därför som livskraftig (LC).